# Agatârși

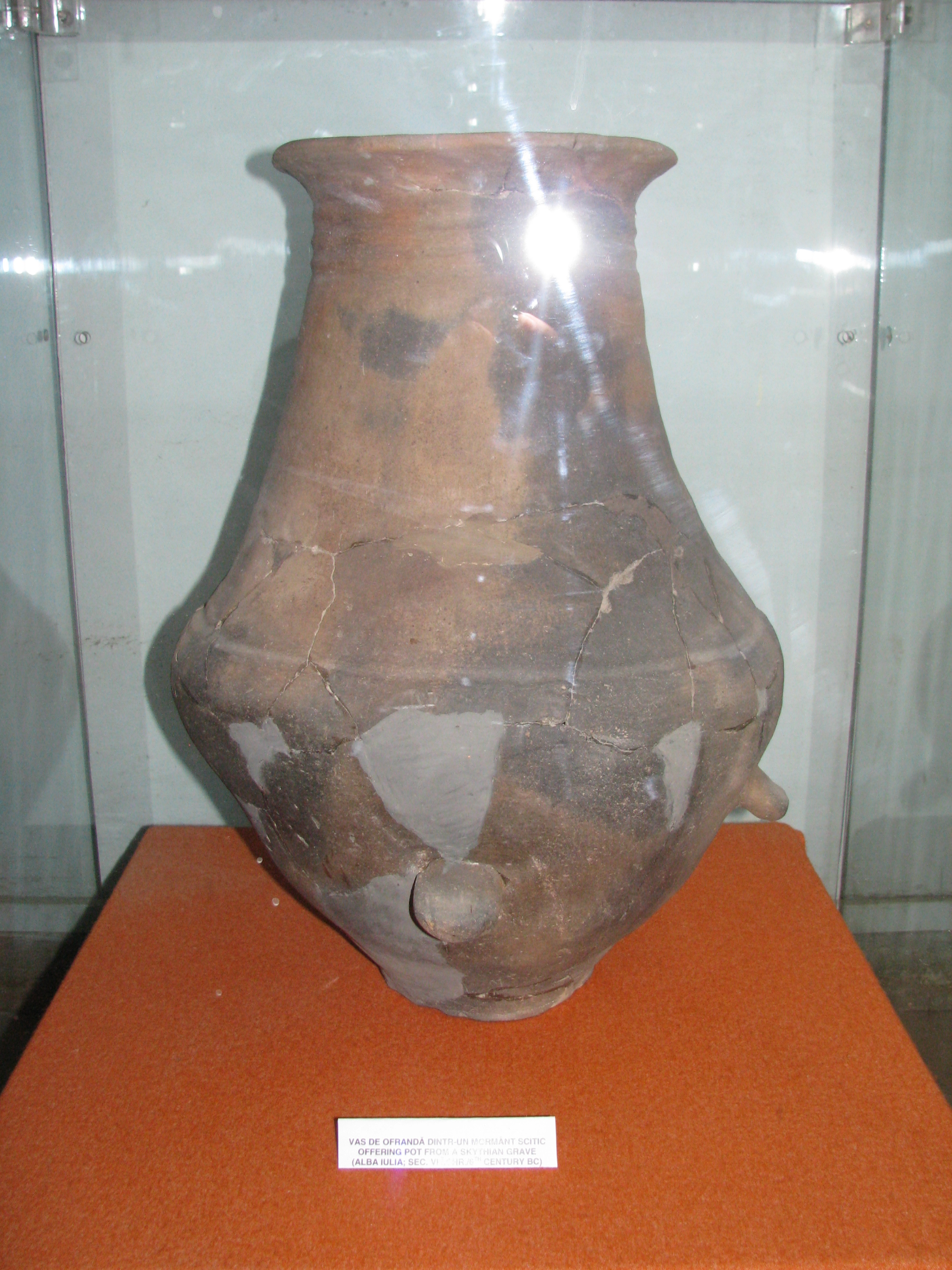
Oală dintr-un mormânt scit din Alba Iulia, România, secolul al VI-lea Î.Hr., expusă la Muzeul Național al Unirii, Alba Iulia

Agatârșii au fost un popor de origine scitică sau scito-iraniană semnalați în antichitate, în urmă cu 2.500 de ani, pe teritoriul Transilvaniei.

## Localizare

Harta lumii după Herodot

Populație localizată de Herodot (IV;48) la izvoarele râului Maris. Același autor vorbește și de vecinătatea agatârșilor cu sciții (IV; 100—IV; 125), ceea ce ar presupune situarea în afara arcului carpatic. Este de remarcat că cele două localizări ale lui Herodot provin din perioade diferite; prima relatează situația din momentul prezenței acestuia la Olbia (450 î.e.n.), a doua se referă la perioada războiului scito-persan (514 î.e.n.), ceea ce ar presupune o restrângere a ariei agatârșilor în cursul secolului al V-lea î.e.n.
Arheologic, agatârșii au fost  identificați în grupul de morminte de pe Mureșul superior, de tipul Ciumbrud, care prezintă trăsături aparte în contrast cu zonele înconjurătoare. Mormintele au fost datate în perioada 550-450 î.e.n., ceea  ce ar corespunde textelor. Analogii cu situația arheologică din Moldova centrală ar indica că agatârșii locuiau atât în Transilvania centrală, cât și la Est de Carpați, ceea ar fi în acord cu textele. Această accepțiune vagă ar putea fi interpretată ca reflectând  existența unei puteri politice,  o  uniune de triburi, condusă de agatârși, în perioada 550-450 î.e.n. și care s-a opus expansionismului scitic.
Herodot îi amintește pe agatârși în conflict cu sciții (IV; 78; 100; 119; 125), fapt ce s-ar opune ipotezei moderne care îi consideră o ramura a sciților. Legenda transmisă de Herodot (IV; 10), după care Skytes și Agathirsos erau fiii legendari ai lui Hercule, poate cel mult întări ipoteza că agatârșii erau iranieni, asemenea sciților. Ei ar fi migrat spre apus sub presiunea sciților, în jurul anului 600 i.e.n. Herodot (IV, 104) îi apropie de traci, distingând totuși la agatârși unele trăsături aparte, cum ar fi gingășia, bogăția în aur și proprietatea comună asupra  femeilor.
Numele s-a menținut în tradiția literară antică până târziu, în epoca romană, când unele izvoare îi localizează pe agatârși, împreuna cu alte popoare  dispărute  la acea vreme (dar menționate în texte în virtutea tradiției), undeva  în  spațiul  eurasiatic (Dion. Perieg. 310-319; Ptol. Geogr. III, 10 si altii). Ca  antroponim, numele de Agathyrsos apare în unele inscripții din secolele I-II e.n. din Italia (CIL XV, 461-470; CIL XIV 2161 si  altele),  poate în  amintirea  legendarului fiu al lui Hercule.

## Etimologie
Numele celei mai vechi populații consemnate în Transilvania,  Agathirsoi (Agatârșii) înseamnă "conducătorii cu toiege" (thirsus = toiag). Ei se ocupau cu extragerea și prelucrarea metalelor. De acolo vine expresia „a conduce cu toiag de fier".

## Ocupații
Herodot menționează în scrierile sale că agatârșii care s-au stabilit pe văile Mureșului superior și a Târnavelor prin secolul al VI-lea î.e.n., și că dețineau vii renumite. Colindele păstrate în folclorul din acest spațiu geografic ne comunică peste veacuri că locuitorii acestor meleaguri se ocupau cu plugărit, oierit și viticultură.
Aristotel (Probl.XIX, 28) menționează că la agatârși legile se cântau, pentru a fi învățate pe dinafară. Poate același izvor a acreditat informația că agatârșii  se tatuau, preluată și de textele târzii (Mela II, 10; Servius în Verg., Aen. IV, 146). Scito-agatârșii exploatau materiile din nisipurile aluvionare și zăcămintele de minereuri din zona Roșia Montană.